# Dog Eat Dog
Dog Eat Dog – zespół muzyczny powstały w 1990 roku, pochodzący z Bergen County (New Jersey) grający głównie muzykę z gatunku hardcore i rap. Zespół otrzymał nagrodę VMA MTV za debiut w 1993 roku.

## Skład
- John Connor - wokal
- Matt Salem  - gitara
- Dave Neabore - gitara basowa
- Brandon Finley - perkusja

## Dyskografia
- Warrant EP (Roadrunner Records, 1993)
- All Boro Kings (Roadrunner Records, 1994)
- Play Games (Roadrunner Records, 1996)
- Amped (Roadrunner Records, 1999)
- In The Dog House: The Best And The Rest (Roadrunner Records, 2000)
- Walk With Me (Wanted Records, 2006)
- Free Radicals (Metalville Records, 2023)